# Kalldrun
Kalldrun (albanska: Kalldrun med böjningsformen Kalldruni) är en ort i Albanien.   Den ligger i prefekturen Qarku i Shkodrës, i den norra delen av landet, 100 km norr om huvudstaden Tirana. Kalldrun ligger 28 meter över havet och antalet invånare är 554.
Terrängen runt Kalldrun är platt åt sydväst, men åt nordost är den kuperad.  
Runt Kalldrun är det ganska tätbefolkat, med 96 invånare per kvadratkilometer.